# Introspecció
La introspecció o inspecció interna és el coneixement que el subjecte té dels seus propis estats mentals.

## Visió general
La introspecció (del llatí introspicere, observar interiorment) o percepció interna té com a fonament la capacitat reflexiva que la ment posseeix de referir-se o ser conscient de forma immediata dels seus propis estats. Si aquesta capacitat reflexiva s'exerceix en la forma del record sobre els estats mentals passats, llavors s'anomena introspecció retrospectiva, però la introspecció pot ser un coneixement de les vivències passades i també de les presents, de les que es donen conjuntament en el present durant el mateix acte introspectiu.

### Requisits per tal que es doni la introspecció
- que sigui coneixement referit als estats mentals;
- que aquests estats mentals coneguts siguin els del mateix individu que la realitza;
- que aquest coneixement no sigui indirecte, sinó immediat.

### Història i crítica de la introspecció
El mentalisme clàssic -tant el de la filosofia moderna com el científic- ha utilitzat la introspecció com el mètode més adequat per a accedir al món psíquic. La psicoanàlisi en la forma d'introspecció retrospectiva i la psicologia experimental de Wundt en la forma de la introspecció de les vivències actuals també han fet ús de la introspecció. No obstant això, la introspecció ha estat considerada més aviat com un mètode propi de la psicologia precientífica, de manera que el mateix Wundt la va criticar i ha estat substituïda en la psicologia pel conductisme metodològic, bàsicament a conseqüència de les crítiques següents:
- la introspecció no és un mètode públic (característica que és un requisit de les ciències)
- presenta els resultats dels processos psíquics, però no aquests processos
- la reflexió introdueix elements que desvirtuen la pròpia vivència que cal descriure. (És a dir, no hi ha observació completament "pura" sense intervenció de prejudicis o contaminació de coneixements o expectatives previs. Tot aquest conjunt desvirtua la possible introspecció. En cert sentit presenta el mateix problema al qual va haver d'enfrontar-se la fenomenologia de Husserl en el seu intent d'anar "a les coses mateixes", ja que, com deia Nietzsche, "no hi ha dades, sinó solament interpretacions".